# Drăgaica

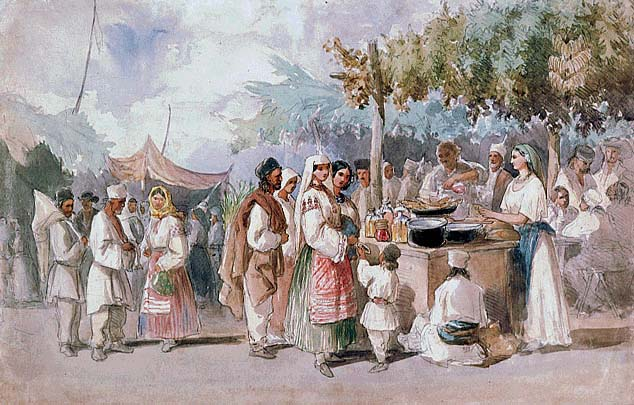
Carol Popp de Szathmary - Târgul Drăgaica

Drăgaica este un ritual de origine agrară, practicat la 24 iunie în Muntenia, Moldova și Oltenia, în preajma solstițiului de vară. Ritualul vizează prosperitatea și protecția culturilor, mai ales protecția culturilor de cereale. Această sărbătoare coincide cu sărbătoarea creștină a Nașterii Sf. Ioan Botezătorul. Tradiția cere ca în această zi nimeni să nu lucreze deoarece în această zi este cap de vară, iar soarele joacă pe cer sau stă în loc la amiază.
Drăgaica se sărbătorește printr-un dans făcut de un grup de 5-10 fete, din care una este aleasă, ca Drăgaică. Ea este îmbrăcată ca o mireasă și împodobită cu spice de grâu, în timp ce fetele celelalte se îmbracă în alb, poartă un voal pe față în care sunt prinse flori de sânziene, iar în mână țin o coasă. Odată constituit, alaiul Drăgaicei pornește prin sat și pe ogoare. La popasuri, în special la răscruci, fetele se așează în cerc, cântând și executând un dans săltat ale cărui mișcări desenează o cruce.
Se spune că Drăgaica face ca fructele să se coacă mai repede, ferindu-le de stricăciuni și putrezire. În alte părți, această sărbătoare are denumirea de Sânziene, dar și mai multe semnificații. 
De asemenea, drăgaica poate desemna și floarea galbenă denumită științific Galium verum, sau sânziană, care de obicei înflorește în perioada ritualului. Dacă florile nu sunt înflorite, este semn rău, înseamnă că ceva a încurcat desfășurarea anului, sau că oamenii au supărat sânzienele.

## Târgul Drăgaica
În zona Buzăului, se desfășoară în jurul datei de 24 iunie, un târg cu veche tradiție, atestat din secolul al XV-lea, cunoscut și ca bâlciul Drăgaica. Inițial, a fost o piață de desfacere a lânii, perioada târgului corespunzând cu tunsul oilor, apoi a devenit târg de vite, în special de cai. În anul 1797, la insistența episcopului Constantin de Buzău  de a se desființa din cauza disputelor legate de cheltuielile prea mari, târgul este trecut în oblăduirea directă a domnitorului, iar biv vel vornic C. Ghica  este desemnat, prin hotărârea de 17 iunie, pentru îngrijirea târgului.
În anul 1819, domnitorul Al. Șuțu, redeschide târgul pe vechiul amplasament, după ce fusese mutat la Nișcov în timpul ciumei lui Caragea, și îl numește efor al târgului pe vel vistierul Grigore Romantiș. Este mutat apoi în comuna Simileasca, dar mulți negustori, dorind să aibă târgul în vechiul loc și neputând obține asta de la domn, înființează în anul 1864, un nou târg cu numele de Bâlciu Râului Buzău, care se ținea tot în luna iunie. Cu timpul, acest bâlci s-a desființat, iar târgul denumit inițial Bâlciu Râului Buzău reia numele de Bâlciul Drăgaica.
O condiție pentru organizarea acestui târg era ca acesta să nu dăuneze comerțului stabil al orașului. Principalele produse vândute la Drăgaică erau vinurile de Pietroasele, de la Săseni, Gura Sărății, Valea Teancului sau Dealul Zorilor, produsele agricole sau forestiere, pânzeturile, covoarele, țesăturile sau produsele casnice. 
Târgul Drăgaica este descris ca o aglomerație de lume, barăci aliniate și împodobite cu ghirlande de verdeață, vehicule încărcate cu marfă și de peste tot se ridică fum de grătare și abur de gogoși.
Din 1935, târgului îi sunt adăugate manifestări cultural-artistice, serbări, concursuri de costume specifice regiunii.